# Bathyraja griseocauda
Bathyraja griseocauda är en rockeart som först beskrevs av Norman 1937.  Bathyraja griseocauda ingår i släktet Bathyraja och familjen egentliga rockor. IUCN kategoriserar arten globalt som starkt hotad. Inga underarter finns listade.

## Bildgalleri

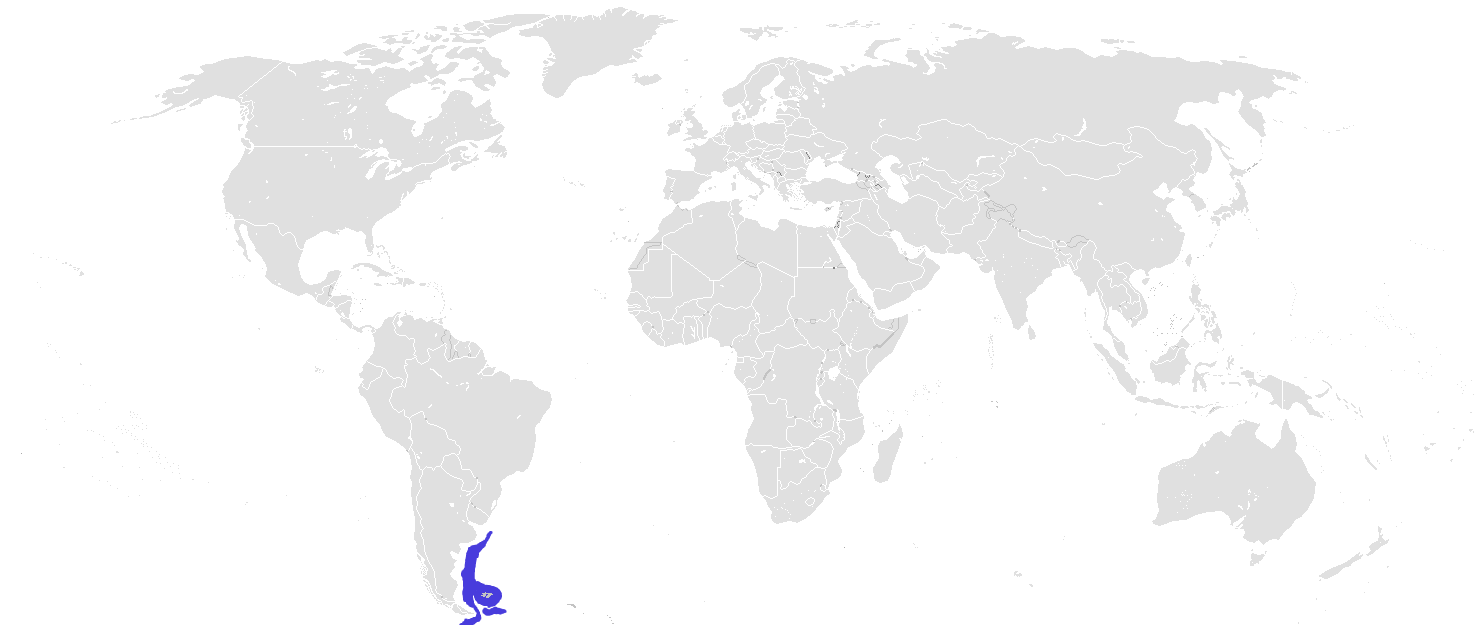